# Mark Henderson
Mark Andrew Henderson  (ur. 14 listopada 1969) – amerykański pływak. Złoty medalista olimpijski z Atlanty.
Specjalizował się w stylu motylkowym. Igrzyska w 1996 były jego jedyną olimpiadą, triumfował w sztafecie stylem zmiennym. Obok niego drużynę tworzyli Jeff Rouse, Jeremy Linn i Gary Hall Jr. Poza igrzyskami był medalistą m.in. mistrzostw świata na krótkim basenie (1993) i igrzysk panamerykańskich.
Jego żoną była Summer Sanders, wielokrotna medalistka olimpijska z Barcelony.